# Championnats de France de patinage artistique 1972
Navigation
Championnats de France 1971 Championnats de France 1973
Les championnats de France de patinage artistique 1972 ont eu lieu à la patinoire de Chamonix pour 3 épreuves : simple messieurs, simple dames et couple artistique. 
La patinoire Bocquaine de Reims a accueilli l'épreuve de danse sur glace, les 20 et 21 novembre 1971, trois ans après son inauguration (1968).

## Faits marquants
- Patrick Péra conquiert son septième et dernier titre national consécutif.

## Podiums
| Épreuves                            | Or                                | Argent                                 | Bronze                         |
| Messieurs résultats détaillés       | Patrick Péra                      | Didier Gailhaguet                      | Willy Bargauan                 |
| Dames résultats détaillés           | Marie-Claude Bierre               | Joëlle Cartaux                         | Marie-Hélène Panet             |
| Couples résultats détaillés         | Florence Cahn / Jean-Roland Racle | Pascale Kovelmann / Jean-Pierre Rondel | -                              |
| Danse sur glace résultats détaillés | Anne-Claude Wolfers / Roland Mars | Martine Coqblin / Pascal Germe         | Muriel Boucher / Yves Malatier |

## Détails des compétitions
(Détails des compétitions encore à compléter)

### Messieurs
| Rang    | Nom               |
| ------- | ----------------- |
| 1       | Patrick Péra      |
| 2       | Didier Gailhaguet |
| 3       | Willy Bargauan    |
| ...     |                   |
| Forfait | Jacques Mrozek    |

### Dames
| Rang | Nom                 |
| ---- | ------------------- |
| 1    | Marie-Claude Bierre |
| 2    | Joëlle Cartaux      |
| 3    | Marie-Hélène Panet  |
| ...  |                     |

### Couples
| Rang | Nom                                    |
| ---- | -------------------------------------- |
| 1    | Florence Cahn / Jean-Roland Racle      |
| 2    | Pascale Kovelmann / Jean-Pierre Rondel |

### Danse sur glace
| Rang | Nom                               |
| ---- | --------------------------------- |
| 1    | Anne-Claude Wolfers / Roland Mars |
| 2    | Martine Coqblin / Pascal Germe    |
| 3    | Muriel Boucher / Yves Malatier    |
| 4    |                                   |
| 5    |                                   |
| 6    |                                   |
| 7    |                                   |

## Sources
- Le livre d'or du patinage d'Alain Billouin, édition Solar, 1999